# Nibe
Nibe Industrier AB (Nils Bernerup Industrier Aktiebolag) — шведська компанія з виробництва опалювальних пристроїв. Засновник швед Нільс Бернеруп, з перших літер його імені утворена назва компанії. Спеціалізується на виробництві пристроїв опалення з відновлюваних джерел енергії: теплових насосів, електронагрівачів, водонагрівачів, твердопадивних котлів і камінів. Центральний офіс знаходиться в місті Маркарід, Швеція.